# Chœur de Radio France
 (avril 2018).
Si vous disposez d'ouvrages ou d'articles de référence ou si vous connaissez des sites web de qualité traitant du thème abordé ici, merci de compléter l'article en donnant les références utiles à sa vérifiabilité et en les liant à la section « Notes et références ».

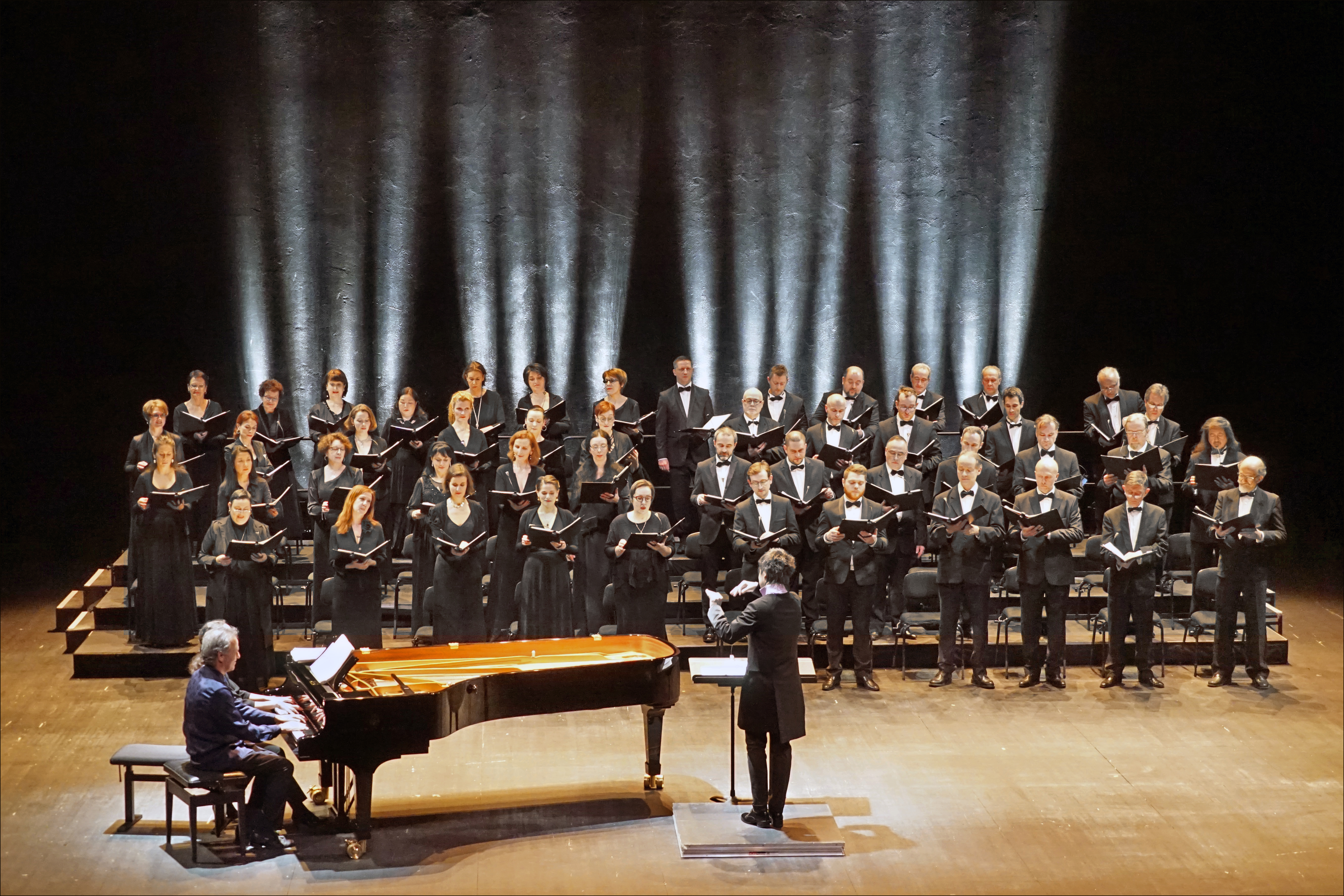
Le chœur de Radio France en concert à Les Gémeaux à Sceaux

Le Chœur de Radio France est, avec l'Orchestre philharmonique de Radio France, l'Orchestre national de France et la Maîtrise de Radio France, l'une des quatre formations permanentes de Radio France.
Le Chœur de Radio France est le seul chœur professionnel permanent à vocation symphonique du pays. Son effectif est de 60 artistes lyriques. Il est le plus souvent associé aux trois autres formations de Radio France et se produit également avec d'autres orchestres, ou seul, lors de concerts a cappella, ou avec accompagnement réduit. Son directeur musical est Lionel Sow depuis septembre 2022.

## Historique
Depuis leur naissance, l'Orchestre national de la Radiodiffusion française (1934), puis l'Orchestre radio-symphonique (1937), ont régulièrement fait appel à deux chœurs, le Chœur Yvonne Gouverné et le Chœur Félix Raugel. Après la Seconde Guerre mondiale, ces chœurs sont progressivement reconnus comme les Chœurs de la radiodiffusion française et s'articulent en deux formations distinctes : le chœur lyrique (Chœur Gouverné) et le chœur symphonique (Chœur Félix Raugel). C'est en 1947 que s'opère le rapprochement du Chœur symphonique et du Chœur lyrique, dont le statut change. Les Chœurs de la Radiodiffusion française, désormais, forment un ensemble composé de chanteurs professionnels salariés. René Alix en est le directeur ; Marcel Couraud, qui prendra plus tard sa succession, le dirige régulièrement. Le Chœur de la RTF, fondé donc en 1947, est rebaptisé Chœur de l'ORTF lors de la création de cette dernière en 1964. 1975, fin de l'ORTF, naissance de Radio France. Les Chœurs de l'ORTF sont rebaptisés Chœur de Radio France.

## Directeurs musicaux du Chœur de Radio France
Lionel Sow est le directeur musical du Chœur de Radio France depuis 2022. Il a été précédé de Martina Batič (directrice musicale de 2018 à 2021, puis cheffe invitée principale de septembre 2021 à août 2022), Sofi Jeannin (de 2015 à 2018), Matthias Brauer (de 2006 à 2014) Philip White (de 2001 à 2004), François Polgár (de 1991 à 2000), Michel Tranchant (de 1986 à 1991), Jacques Jouineau (de 1977 à 1986), Marcel Couraud  (de 1967 à 1975) puis  René Alix (de 1947 à 1966), lui-même ayant pris en 1945 la suite d'Yvonne Gouverné et Félix Raugel, chefs de chœur de leurs formations respectives depuis 1937.

## Collaborations
Composé d’artistes professionnels, le Chœur de Radio France est  le partenaire privilégié des deux orchestres de Radio France – l’Orchestre national de France dirigé par Cristian Măcelaru et l’Orchestre philharmonique de Radio France dirigé par Mikko Franck  – et collabore régulièrement avec la  Maîtrise de Radio France dirigée par Sofi Jeannin. De dimension internationale, il est sollicité par d'autres grandes formations classiques comme les Orchestres symphoniques  Londres (London Symphonic Orchestra) et Boston (Boston Symphonic Orchestra), les Orchestres philharmoniques du Luxembourg, de Vienne ou encore de Berlin.
Son interprétation des grandes œuvres du répertoire symphonique et lyrique est mondialement reconnue. Les chefs d’orchestre les plus réputés l’ont dirigé : Léonard Bernstein, Seiji Ozawa, Ricardo Muti, Vladimir Fedosseiev, Kurt Masur, Mariss Jansons, Valery Gergiev, Emmanuel Krivine, Daniele Gatti, Myung-Wun Chung, Mikko Franck, Yutaka Sado, Gustavo Dudamel, Bernard Haitink, etc. Et parmi les chefs de chœur : Simon Halsey, Marcus Creed, Celso Antunes, Nicolas Fink, Michael Alber, Alberto Malazzi, Lionel Sow, Florian Helgath, Matthias Brauer, Roland Hayrabeidan.